# شرمسار (فیلم ۲۰۱۰)
شرمسار (انگلیسی: Ashamed؛‏ کره‌ای: 창피해) همچنین با عنوان بین‌المللی زندگی عالی (Life Is Peachy) نیز شناخته می‌شود، فیلم کوئیر محصول کره جنوبی به نویسندگی و کارگردانی کیم سو هیون است. این فیلم در سینماهای کره جنوبی در ۸ دسامبر ۲۰۱۱ اکران شد. این فیلم در بخش New Currents در پانزدهمین جشنواره بین‌المللی فیلم بوسان در اکتبر ۲۰۱۰ و در بخش پانوراما در شصت و یکمین جشنواره بین‌المللی فیلم برلین در فوریه ۲۰۱۱ به نمایش درآمد.

## بازیگران
- کیم هیو جین در نقش یون جی وو
- کیم کوت بی در نقش کانگ جی وو
- سو هیون جین در نقش هی جین
- کیم سانگ هیون در نقش جونگ جی وو
- چوی مین یونگ در نقش کارآگاه مین یونگ
- وو سونگ مین
- کیم سون هیوک